# Holk Cruse
Holk Cruse (* 31. Juli 1942 in Stuttgart) ist ein deutscher Biologe und arbeitet auf dem Gebiet der Biokybernetik.

## Leben
Cruse studierte Biologie, Physik und Mathematik in Freiburg im Breisgau und promovierte 1972 an der Universität Stuttgart zum Thema Mustererkennung bei Honigbienen. Nach Forschungsaufenthalten an der Universität Kaiserslautern und am Max-Planck-Institut für biologische Kybernetik in Tübingen habilitierte er sich 1976 im Bereich der Zoologie.
Von 1981 bis 2009 leitete Cruse die Arbeitsgruppe Biologische Kybernetik / Theoretische Biologie der Universität Bielefeld. 1993/94 leitete Cruse gemeinsam mit Helge Ritter am Zentrum für interdisziplinäre Forschung in Bielefeld die Forschergruppe „Prärationale Intelligenz“, 1995/96 sowie 2008/09 war er Fellow am Wissenschaftskolleg zu Berlin. Seit 2009 arbeitet er als Principal Investigator im Exzellenzcluster CITEC (Cognitive Interaction Technologies) an der Universität Bielefeld.
Cruse ist Experte auf den Gebieten künstliche neuronale Netze und Bionik. Unter anderem entwickelte er nach dem biologischen Vorbild der Stabheuschrecke Simulationsmodelle für autonome sechsbeinige Laufroboter.
1993 erhielt Cruse gemeinsam mit Francois Clarac, Felix Chernousko, und Friedrich Pfeiffer den Körber-Preis „Bionik des Laufens“.